# The A Team
Singles de Ed Sheeran
If I Could
(2011) Young Guns
(2011)
Pistes de +
Drunk
(2)
The A Team est une chanson de l'artiste britannique Ed Sheeran sortie au Royaume-Uni le 12 juin 2011 sous le label Warner Music Group. Premier single extrait de son premier album studio +, la chanson a été écrite par Ed Sheeran et produite par Jake Gosling.
Il s'agit d'une ballade folk dans laquelle Ed Sheeran, principale voix s'accompagnant d'une rythmique étouffée à la guitare acoustique et d'arrangements discrets de piano, guitare électrique et chœurs, chante l'histoire d'une prostituée dépendante au crack, une forme de cocaïne qui appartient à la catégorie Class A, la plus dangereuse, selon la classification en vigueur au Royaume Uni depuis 1971. La chanson fut écrite après que Sheeran ait visité un foyer de sans-abris et se soit fait raconter l'histoire de ses occupants.
Appréciée positivement par les critiques tant pour la création (paroles et production) que pour la performance vocale de Sheeran, The A Team entre directement à la 3e place au Royaume-Uni dans le UK Singles Chart avec 57 607 exemplaires vendus. 
La chanson est ensuite reprise par Birdy.
Après son succès en Europe, la chanson est lancée en août 2012 aux États-Unis. Elle entre en septembre 2012 en 95e position du Billboard Hot 100 pour finalement atteindre la 16e position en janvier 2013. 
La chanson est nommée aux Grammys Awards en 2013. 
The A-Team atteint le seuil du milliard d'écoutes sur Spotify en octobre 2024 ; c'est à cette date la douzième chanson d'Ed Sheeran qui l'atteint.

## Formats et liste des pistes
| 1. | The A Team                                     | 4:18 |
| 2. | The A Team (Shy FX's Ackee and Saltfish Remix) | 4:28 |
| 3. | The A Team (Koan Sound Remix)                  | 4:39 |
| 4. | The A Team (True Tiger Remix)                  | 3:39 |
| 5. | The A Team (Acoustic)                          | 4:01 |

| 1. | The A Team                    | 4:18 |
| 2. | The A Team (Koan Sound Remix) | 4:39 |

| 1. | The A Team                                    | 4:18 |
| 2. | The A Team (Shy FX's Ackee et Saltfish Remix) | 4:28 |

## Classements et certifications
| Classement (2011-12)                   | Meilleure position |
| -------------------------------------- | ------------------ |
| Australie (ARIA)                       | 2                  |
| Autriche (Ö3 Austria Top 40)           | 19                 |
| Belgique (Flandre Ultratop 50 Singles) | 18                 |
| Belgique (Wallonie Ultratip 50)        | 26                 |
| Tchéquie (IFPI Rádio)                  | 31                 |
| France (SNEP)                          | 41                 |
| Allemagne (Media Control AG)           | 9                  |
| Irlande (IRMA)                         | 3                  |
| Israël (Media Forest)                  | 6                  |
| Japon (Japan Hot 100)                  | 5                  |
| Pays-Bas (Nederlandse Top 40)          | 5                  |
| Nouvelle-Zélande (RMNZ)                | 3                  |
| Norvège (VG-lista)                     | 5                  |
| Écosse (OCC)                           | 2                  |
| Slovaquie (IFPI Rádio)                 | 84                 |
| Espagne (PROMUSICAE)                   | 44                 |
| Suède (Sverigetopplistan)              | 27                 |
| Suisse (Schweizer Hitparade)           | 23                 |
| Royaume-Uni (UK Singles Chart)         | 3                  |
| États-Unis Billboard Hot 100           | 16                 |

| Classement (2011)             | Position |
| ----------------------------- | -------- |
| Australie Classement single   | 24       |
| Royaume-Uni Classement single | 10       |

| Pays                   | Certifications |
| ---------------------- | -------------- |
| Allemagne BVMI         | Or             |
| Australie ARIA         | 3 × Platine    |
| Canada (CRIA)          | Platine        |
| États-Unis (RIAA)      | Platine        |
| Norvège (IFPI)         | 2 × Platine    |
| Nouvelle-Zélande RIANZ | Platine        |
| Royaume-Uni (BPI)      | Platine        |
| Suède (GLF)            | Platine        |
| Suisse (IFPI)          | Or             |

## Historique de sortie
| Region      | Date            | Format                  | Label            |
| ----------- | --------------- | ----------------------- | ---------------- |
| Irlande     | 10 juin 2011    | Téléchargement digital  | Atlantic Records |
| Royaume-Uni | 1er mai 2011    | Téléchargement digital  | Atlantic Records |
| Royaume-Uni | 10 juin 2011    | Téléchargement digital  | Atlantic Records |
| Royaume-Uni | 13 juin 2011    | CD                      | Atlantic Records |
| États-Unis  | 27 février 2012 | Adult Album Alternative | Atlantic Records |